# Вараждинське Топлиці
Вараждинське-Топлице (хорв. Varaždinske Toplice) — місто в Хорватії, у північно-західній частині країни, у Вараждинській жупанії.
Вараждинське Топлиці розташовано в історичному районі Хорватське Загір'я. Місто стоїть на лівому березі річки Бедня, притоки Драви. Столиця жупанії Вараждин знаходиться за 10 кілометрів на північний захід.
Поруч з містом проходить автострада A4 Загреб - Будапешт, ще одна дорога прямує на схід у бік Лудбрега.
Місто відоме з часів античності, через свої гарячі джерела, за якими воно оримало свою назву (Toplice - "води", "джерела"). За часів Римської імперії тут знаходилося поселення Aquae Iassae, руїни римських споруд, включаючи терми над гарячими джерелами, можна бачити в місті. В наш час[коли?] Вараждинське Топлиці - бальнеогрязевий термальний курорт, тут діють кілька санаторіїв і будинків відпочинку.
Серед значимих уродженців є хорватська оперна співачка Ружа Поспиш-Балдані (нар. 1942).

## Населення
Населення громади за даними перепису 2011 року становило 6 364 осіб. Населення самого міста становило 1 765 осіб.
Динаміка чисельності населення громади:
Динаміка чисельності населення міста:

## Населені пункти
Крім міста Вараждинське Топлиці, до громади також входять:
- Боричевець-Топлицький
- Чрниле
- Чуриловець
- Доня Поляна
- Дреновець
- Горня Поляна
- Грещевина
- Храстовець-Топлицький
- Ялшевець-Свибовецький
- Яркі-Хорватичеві
- Лесковець-Топлицький
- Ловрентовець
- Лукашевець-Топлицький
- Мартинковець
- Петковець-Топлицький
- Пищановець
- Ретковець-Свибовецький
- Руклєвина
- Свибовець
- Шкарник
- Туховець
- Вртлиновець

## Клімат
Середня річна температура становить 10,10 °C, середня максимальна – 23,74 °C, а середня мінімальна – -5,55 °C. Середня річна кількість опадів – 864 мм.
| Клімат міста                                  | Клімат міста | Клімат міста | Клімат міста | Клімат міста | Клімат міста | Клімат міста | Клімат міста | Клімат міста | Клімат міста | Клімат міста | Клімат міста | Клімат міста | Клімат міста |
| Показник                                      | Січ.         | Лют.         | Бер.         | Квіт.        | Трав.        | Черв.        | Лип.         | Серп.        | Вер.         | Жовт.        | Лист.        | Груд.        |              |
| Середній максимум, °C                         | 5,93         | 7,38         | 11,63        | 15,66        | 20,60        | 23,74        | 22,72        | 22,20        | 18,22        | 13,52        | 7,97         | 4,13         |              |
| Середня температура, °C                       | 0,20         | 1,65         | 5,89         | 9,92         | 14,87        | 18,00        | 19,71        | 19,19        | 15,20        | 10,52        | 4,97         | 1,12         |              |
| Середній мінімум, °C                          | −5,55        | −4,08        | 0,15         | 4,19         | 9,14         | 12,26        | 16,70        | 16,18        | 12,18        | 7,51         | 1,96         | −1,88        |              |
| Норма опадів, мм                              | 44           | 45           | 55           | 68           | 75           | 99           | 86           | 88           | 83           | 80           | 80           | 61           |              |
| Середньомісячна швидкість вітру, м/с          | 2.11         | 2.34         | 2.68         | 2.64         | 2.46         | 2.19         | 2.12         | 1.94         | 1.98         | 2.07         | 2.18         | 2.18         |              |
| Середньомісячна сонячна радіація, кДж/м²·день | 4095         | 6832         | 10607        | 14899        | 19072        | 20914        | 21618        | 18842        | 13978        | 8736         | 4621         | 3323         |              |
| --------------------------------------------- | ------------ | ------------ | ------------ | ------------ | ------------ | ------------ | ------------ | ------------ | ------------ | ------------ | ------------ | ------------ | ------------ |
| Джерело:                                      |              |              |              |              |              |              |              |              |              |              |              |              |              |

## Галерея

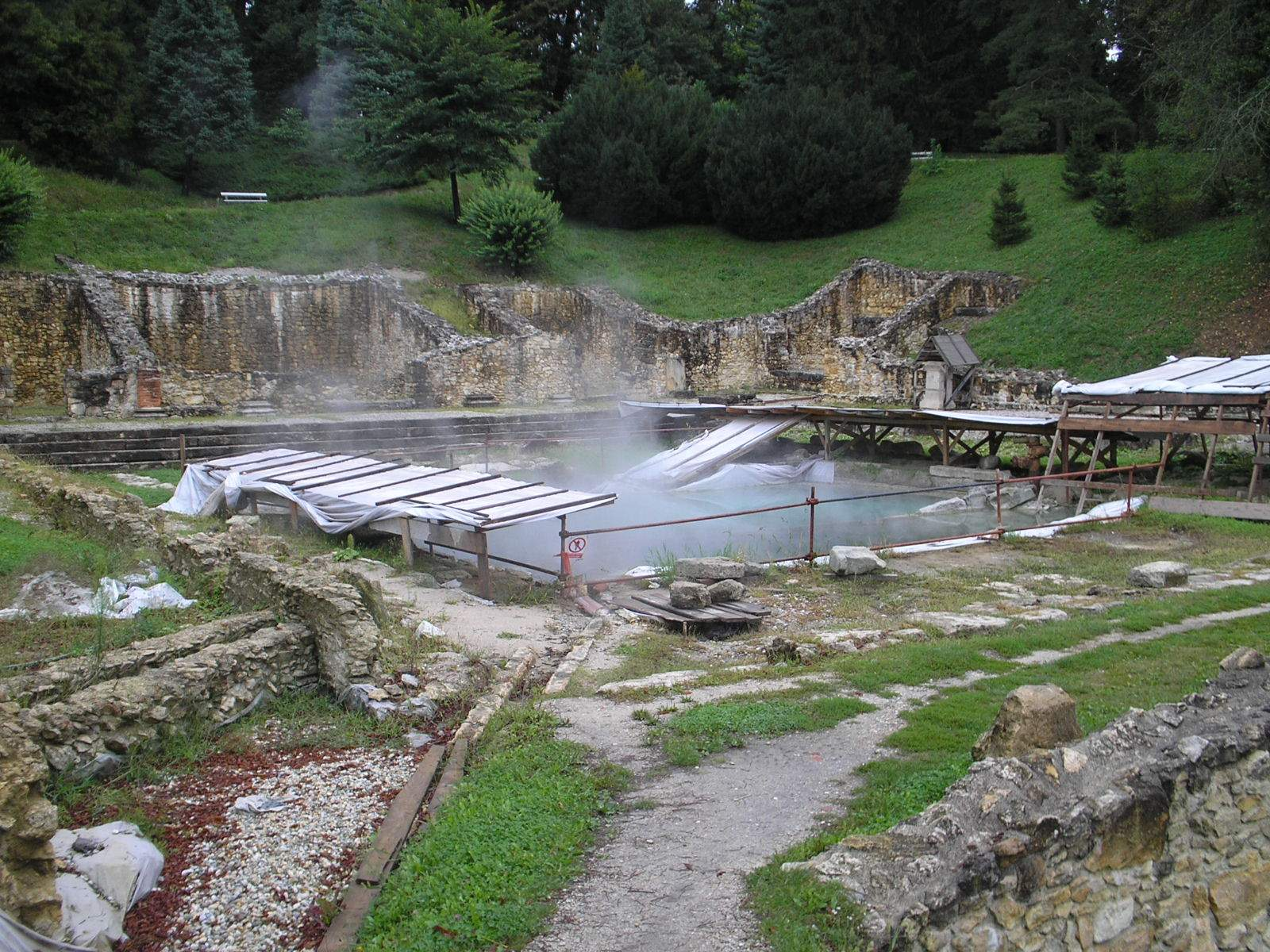
Римські терми
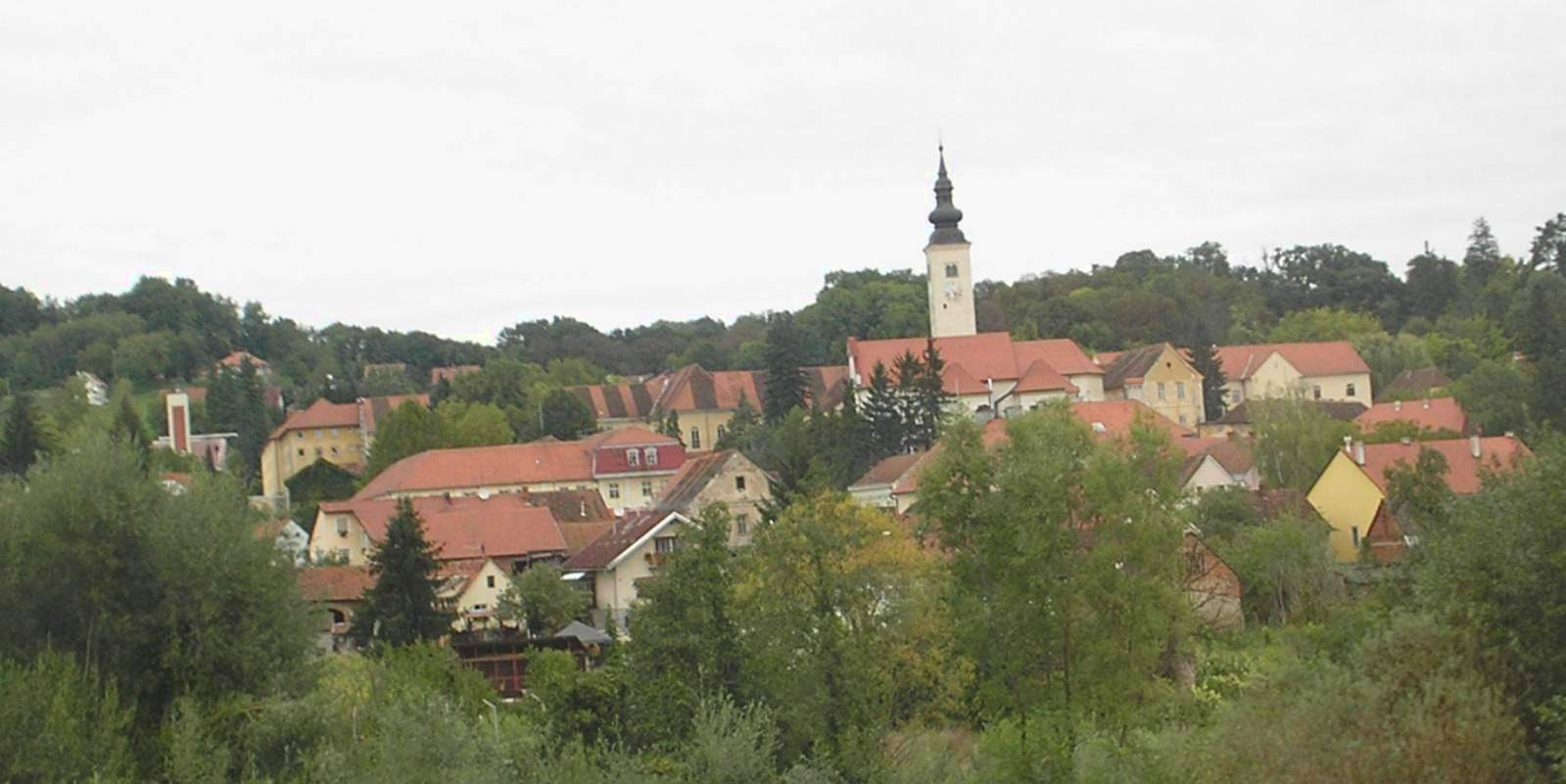
Вид на місто